# V век
V (пя́тый) век  по юлианскому календарю — век с 1 января 401 года по 31 декабря 500 года. Это 5-й век 1-го тысячелетия.  Закончился 1525 лет назад.

## События

### Европа
- Рубеж IV и V веков — победа вождя готов Витимира над вождём антов Божем.
- 405 — создание армянского алфавита Месропом Маштоцем.
- 410 — захват Рима готами.
- 420—422 — Персидско-византийская война.
- Середина V века — начало завоевания Британских островов саксами, англами и ютами.
- Середина V века — король Кунедда, основатель дома Гуинетов в Уэльсе, правнук короля Тегида.
- Середина V века — основание франкского королевства в Северо-восточной Галлии.
- Середина V века — колонизация кельтами Арморики (Бретани).
- Середина V века — возникновение в Центральной Галлии царства галла Эгидия.
- Середина V века — завершение завоевания Испании племенами вестготов, свевов и вандалов.
- Середина V века — возникновение царства епископа Северина в Норике.
- Середина V века — возникновение в Далмации владения римлянина патриция Марцеллина.
- 451 — Аварайрская битва, Битва на Каталаунских полях, IV Вселенский собор.
- 454 — Битва при Недао. Утрата господства гуннов в Центральной и Восточной Европе. Конец империи гуннов (469).
- 455 — вандалы захватили и разграбили Рим.
- 476 — падение Западной Римской империи.
- 486 — битва под Суассоном, ключевой момент в создании Франкского государства.

### Азия
- Рубеж IV и V веков — в Среднюю Азию хлынули кочевники. Гибель остатков кушанской державы в районе Кабула.
- 428 — падение Великой Армении, образование Армянского марзпанства.
- Вторая четверть V века — царь Иберии окончательно становится вассалом Сасанидов. Рядом с царём в Картли назначен персидский наместник — «картлийский питиахш».
- Середина V века — длительная война Когурё и Пэкче. Пэкче отстояло самостоятельность.
- Вторая половина V века — гегемония в японском племенном союзе переходит к племенной группе Ямато.
- Вторая половина V века — первая половина VI века — борьба Силлы и Пэкче с Когурё. Ослабление Пэкче и Когурё и усиление Силлы.
- V век — образование племенного союза буртасов в Среднем Поволжье.
- V век — Флот Пэкче на время овладел областью Ляоси и Тайванем.
- V век — Месроп Маштоц основал монастырь Святого Саргиса на горе Гаг.
- 484 — подписание Нварсакского договора.
- V век — Перенесение столицы Линьи в Индрапуру.

### Америка
- V век — Тольтеки создают свою цивилизацию в долине Мехико с центром в городе Теотиуакане.
- V век — Возникновение городов майя в долине реки Уомасинты — Йашчилан, Паленке, и на крайнем юге Юкатана — Копан и Киригуа.
- V век — На восточное побережье Юкатана произошло «малое нашествие». Сюда пришли выходцы из городов у озера Петен-Ица.
- Рубеж V и VI веков — В центре северной части Юкатана основан город Чичен-Ица.

### Океания
- V—VI века — заселение островов Западной Полинезии.

## Личности
- Аларих I, вождь и первый король вестготов.
- Анастасий I Дикор, Византийский император.
- Анастасий II, Папа Римский.
- Аттила, правитель гуннов.
- Аэций, Флавий, полководец Западной Римской империи.
- Вардан Мамиконян, национальный армянский герой, полководец, князь.
- Месроп Маштоц, армянский учёный, лингвист, теолог, причислен к лику святых Армянской апостольской и католической церкви.
- Святой Патрик, христианский святой.
- Теодорих Великий, король остготов, из рода Амалов.
- Хлодвиг I, король франков.
- Чандрагупта II, император Индии династии Гупта.

## Изобретения, открытия
- Месроп Маштоц, создал армянское письмо.
- Книжный переплёт